# Liste der Baudenkmale in Opotiki
Die Liste der Baudenkmale in Opotiki umfasst alle vom New Zealand Historic Places Trust (NZHPT) als „Historic Place“ oder „Historic Area“ eingestuften Baudenkmale und Flächendenkmale der neuseeländischen Ortschaft Opotiki. Die Angaben stammen aus dem Register des NZHPT. Die Bezeichnungen der Baudenkmale orientieren sich an diesem Register. In die Liste werden auch bekannte Wahi Tapu (Area), kulturell und religiös bedeutsame Stätten und Gebiete der Māori, aufgenommen. Sie werden jedoch meist nicht publiziert.

| Bild            | Bezeichnung                               | Ort     | Anschrift                                  | Beschreibung | Bauzeit                                              | Eintrag            | Nummer | Kat. |
| --------------- | ----------------------------------------- | ------- | ------------------------------------------ | --- | ---------------------------------------------------- | ------------------ | ------ | ---- |
| weitere Bilder  | Hiona St Stephen’s Church                 | Opotiki | 128 Church Street Karte                    | Errichtet durch den anglikanischen Missionar Carl Sylvius Völkner                                                              | 1862–1864                                            | 18. Mai 1989       | 0142   | 1    |
| BW              | Shalfoon Brothers Shop Buildings (früher) | Opotiki | 129 Church Street, Ecke Kelly Street Karte | mehrteiliger Geschäftskomplex                                                                                                  | 1880, mit Anbauten                                   | 30. Juni 2006      | 0807   | 1    |
| BW              | Agassiz House                             | Opotiki | Matchitts Road, Ecke State Highway 2 Karte | villenartiges Landhaus | 1898                                                 | 24. Juni 2005      | 0808   | 2    |
| BW              | Bridgers’ Ltd (former)                    | Opotiki | 122 Church Street, Elliott Street Karte    | erstes Warenhaus von Opotiki                                                                                                   | 1900 (vor)                                           | 27. Juni 2008      | 7764   | 2    |
| Courthouse      | Courthouse                                | Opotiki | 119 Church Street Karte                    | Gerichtsgebäude (ehemaliges)                                                                                                   | 1910–1911                                            | 5. April 1984      | 3502   | 2    |
| De Luxe Theatre | De Luxe Theatre                           | Opotiki | 127 Church Street Karte                    | Kino | 1926 (etwa)                                          | 5. April 1984      | 3498   | 2    |
| BW              | Fraser Cameron Limited                    | Opotiki | 97A Church Street Karte                    | Laden | 1935                                                 | 8. Mai 2009        | 9313   | 2    |
| Masonic Hotel   | Masonic Hotel                             | Opotiki | 121 Church Street Karte                    | Hotel | Ende 1860er, Anfang 1870er, heutige Ansicht ca. 1916 | 5. April 1984      | 3500   | 2    |
| Opotiki Hotel   | Opotiki Hotel                             | Opotiki | 130 Church Street Karte                    | zweistöckiges Hotelgebäude | 1904 (etwa)                                          | 5. April 1984      | 3499   | 2    |
| BW              | Patterson’s Buildings                     | Opotiki | 104 Church Street Karte                    | Geschäftsgebäude errichtet von Samuel Patterson (1885–1962), Grundkonstruktion aus Beton als Folge des Brandes 1913 in Opotiki | 1923                                                 | 26. September 2008 | 7765   | 2    |
| BW              | Rostgard’s Building                       | Opotiki | 99 Church Street Karte                     | Mehrzweckgebäude, Geschäftshaus, benannt nach Hans Rostgard (1868–1941)                                                        | 1914                                                 | 5. April 1984      | 3504   | 2    |
| BW              | Royal Hotel                               | Opotiki | 102 Church Street Karte                    | Hotel | 1878–1880                                            | 5. April 1984      | 3503   | 2    |
| BW              | Salvation Army Barracks (former)          | Opotiki | 13 King Street Karte                       | Versammlungshaus der Heilsarmee                                                                                                | 1898                                                 | 4. April 2008      | 7740   | 2    |
| BW              | St John’s Church                          | Opotiki | 102 St John Street Karte                   | | 1907                                                 | 24. Juni 2005      | 806    | 2    |
| BW              | War Memorial                              | Opotiki | Elliott Street Karte                       | Kriegerdenkmal, Rondell, Bronzetafeln von Kriegsgefallenen des Ersten Weltkrieges, ergänzt 1945 für Zweiten Weltkrieg          | 1922–1923                                            | 5. April 1984      | 3497   | 2    |
| BW              | Waiwhero                                  | Opotiki | State Highway 35, Omarumutu Karte          | Schlachtfeld, Begräbnisplatz und angrenzender See                                                                              | n.a.                                                 | 26. August 1999    | 7463   | WTA  |